# Busbaan

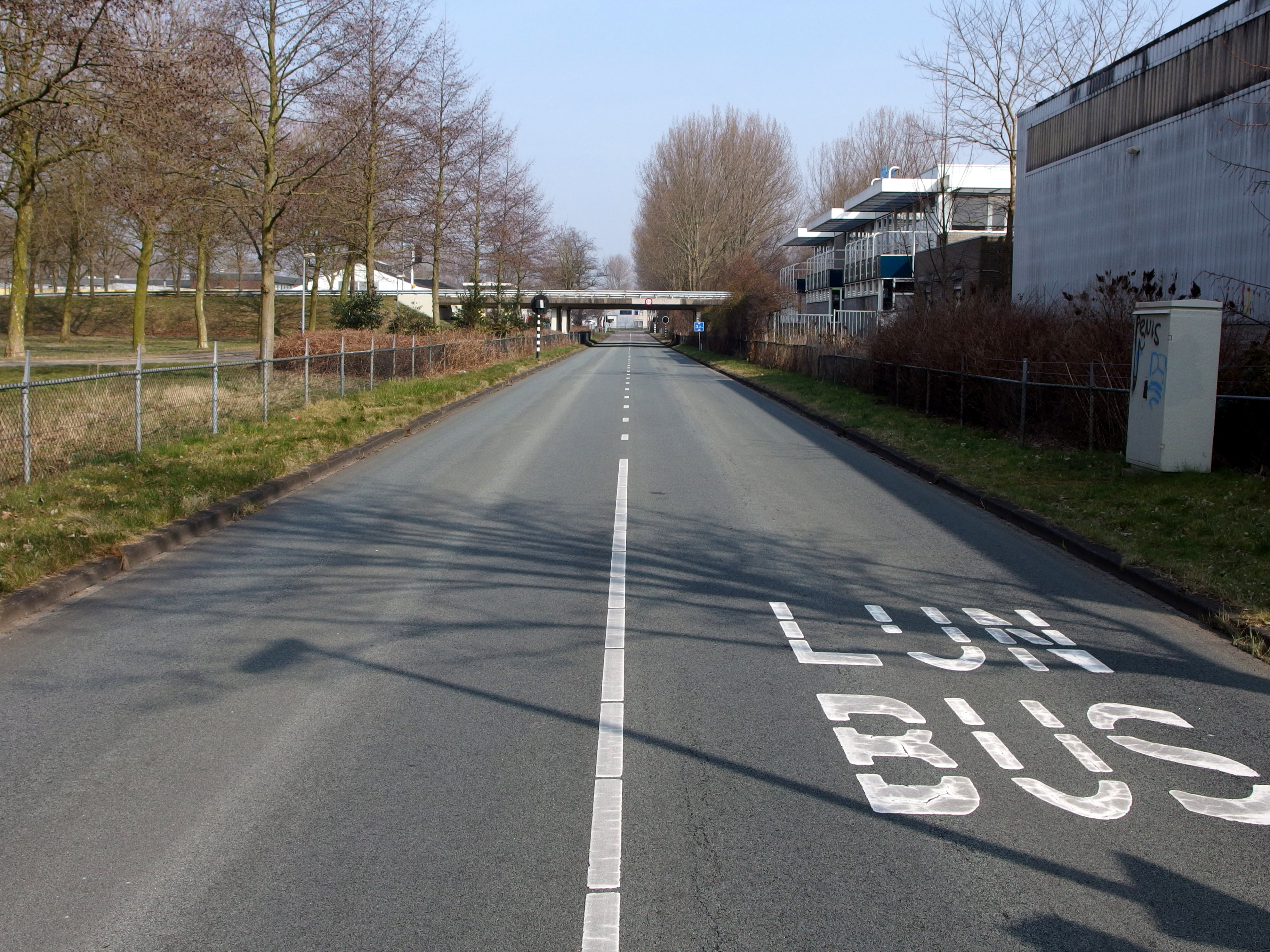
Busbaan in Almere

Het Belgische verkeersbord F17 dat aangeeft dat de rijstrook uiterst rechts enkel toegankelijk is voor bussen.

Het Belgische verkeersbord F18 dat wijst op de aanwezigheid van een bijzonder overrijdbare bedding.

Een busbaan of busstrook is een weg of gedeelte van een weg waar alleen bussen (en trams) mogen rijden. Hulpdiensten mogen er ook gebruik van maken en in sommige gemeenten (bijvoorbeeld Amsterdam) mogen ook taxi's gebruikmaken van de busstrook of -baan. In België mogen andere voertuigen de busbaan gebruiken als ze aan het volgende kruispunt rechts afslaan.
Bij busbanen en -stroken wordt vaak verkeerslichtbeïnvloeding toegepast, zodat de bus voorrang krijgt op het andere verkeer.
Busbanen en -stroken dragen bij aan een betere doorstroming van het busverkeer, waardoor reizigers sneller van A naar B kunnen reizen en het vervoerbedrijf minder bussen en personeel nodig heeft om dezelfde ritfrequentie te kunnen aanbieden.

## Geschiedenis
De eerste busbaan in Europa werd in 1963 geopend in Hamburg. Andere Duitse steden volgden, waaronder in 1968 Wiesbaden en in 1970 Berlijn. Het Duitse voorbeeld kreeg in veel landen navolging. In Frankrijk werd in 1964 de eerste busbaan geopend langs de Quai du Louvre in Parijs. In Londen werd de eerste busbaan in 1968 geopend (op de Vauxhall Bridge).
In Nederland was de Ommoordse busbaan in 1972 de eerste gerealiseerde vrije busbaan. In 1968 opende de eerste vrije tram/busbaan in Den Haag.

## Busstrook en busbaan

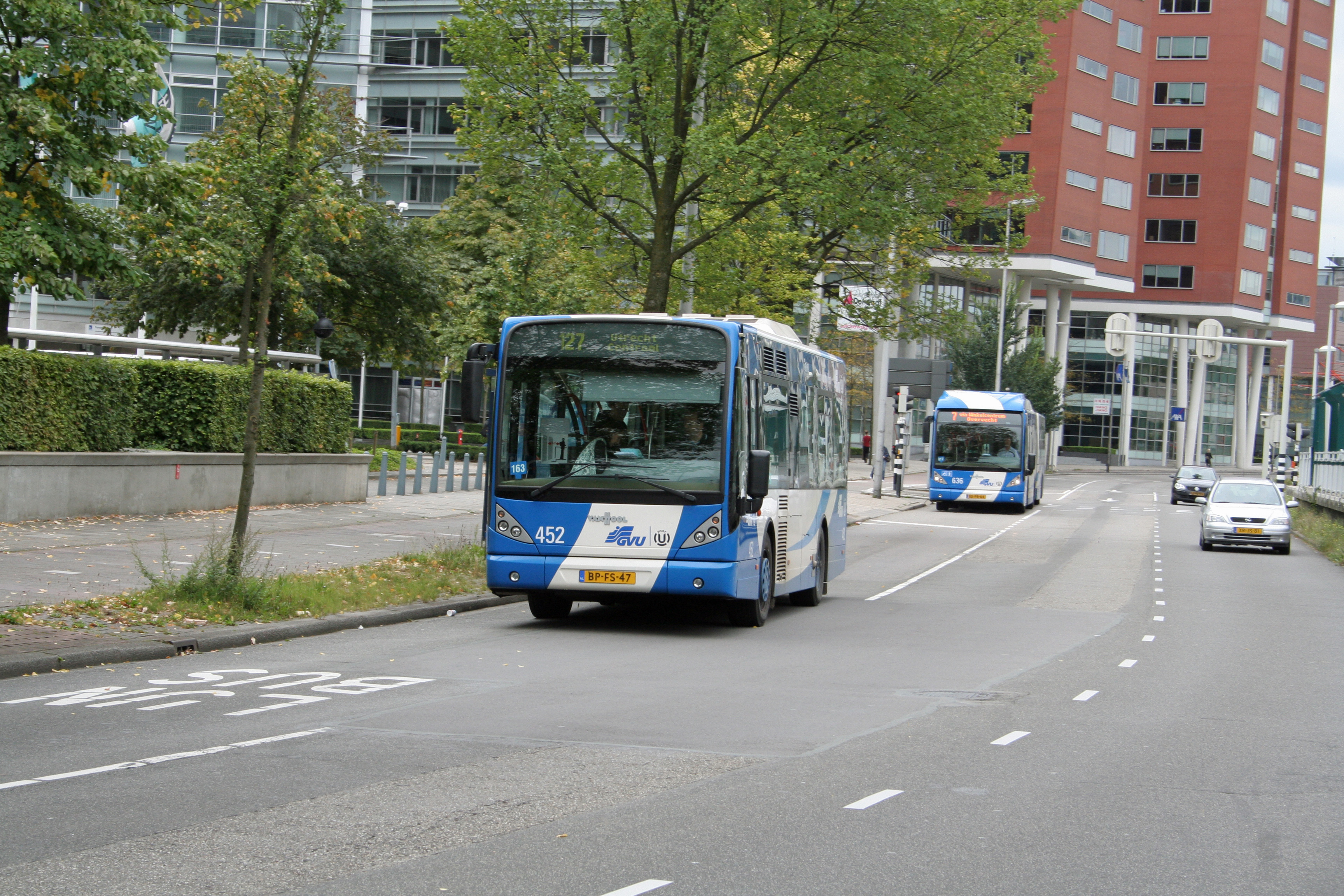
Busstrook in Utrecht

Een busstrook ligt direct aan de andere rijstroken. Ze zijn vooral te vinden in de buurt van verkeerslichten.
Een busbaan, voor de duidelijkheid ook vaak vrije busbaan genoemd, is vrijwel altijd voor beide rijrichtingen bedoeld en ligt gescheiden van de andere rijstroken. Een busbaan is vaak gesitueerd naast de weg, maar ligt regelmatig tussen de beide weghelften in. In Almere volgt de busbaan zelden het stratenpatroon en loopt het net als een spoorweg dwars door de bebouwing heen. Om te voorkomen dat niet-gewenst verkeer gebruikmaakt van de busbaan, wordt er vaak een bussluis aangelegd. Een busbaan is meestal tussen de 6,5 en 7,5 meter breed.
Busbanen voor geleide bussen worden van beton gemaakt, omdat deze voertuigen het wegdek telkens op dezelfde plek belasten. Bij asfalt zou het wegdek dan gauw vervormen.

## Bekende busbanen

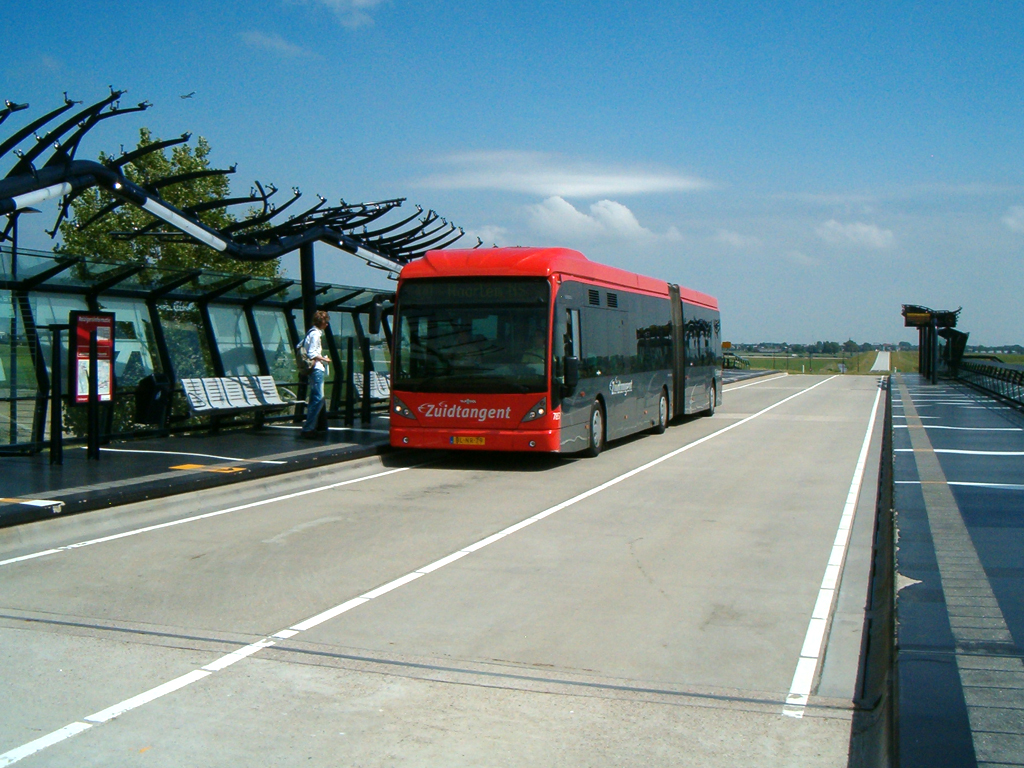
De Zuidtangent op de busbaan tussen Schiphol en Haarlem.

- In Almere maken de stadsbuslijnen gebruik van een uitgebreid busbaannetwerk.
- Langs het Noord-Hollandsch Kanaal naar Purmerend ligt een flexibele vrije busbaan die alleen in de drukste richting wordt gebruikt.
- De Zuidtangent in Noord-Holland maakt gebruik van een 25 kilometer lange busbaan tussen Schiphol-Noord, via Hoofddorp naar Haarlem-Schalkwijk.
- In Hoofddorp Overbos ligt een vrije busbaan door de gehele wijk.
- In Utrecht bevinden zich een drietal vrije busbanen staduitwaarts. In Leidsche Rijn is ook een uitgebreid stelsel van vrije busbanen.
- Op het Zuid-Hollandse eiland Voorne-Putten loopt er een vrije busbaan vanaf Spijkenisse Richting Oostvoorne en Hellevoetsluis. Deze begint in Spijkenisse bij de Groene Kruisweg, en loopt vervolgens parallel aan de Groene Kruisweg tot aan het kanaal door Voorne.
- In Groningen loopt vanuit P+R Hoogkerk een 3,4 kilometer lange busbaan deels gebruik makende van de voormalige tramlijn Drachten - Groningen naar de zuidzijde van het Hoofdstation. Ook loopt er een busbaan tussen het UMCG en P+R Kardinge langs het Oosterhamrikkanaal als het Oosterhamriktracé.
- In Enschede bestaat ook een uitgebreid stelsel van vrije busbanen naar de binnenstad.
- In Eindhoven loopt vanuit het centrum een busbaan naar de Eindhoven Airport en Veldhoven. Hier reden de Phileas die in december 2016 vervangen zijn door elektrische bussen.

### Ongewone busbanen
- In Blaricum naast het Tergooiziekenhuis is er een eenbaans busbaan, die in twee richtingen bereden wordt. Richting Laren rijdt de bus daardoor links naast de drie of vier rijbanen van de Rijksstraatweg.
- In Maarssen bij Sluyswijck is er ook een dergelijke situatie. In beide gevallen wordt het tweerichtingsverkeer geregeld door negenoogverkeerslichten.
- In Capelle aan den IJssel heeft de zelfrijdende Parkshuttle een beveiligde busbaan met sensoren en spoorbomen.

### Voormalige busbaan
De Ommoordse busbaan in Rotterdam was in 1972 een van de eerste vrije busbanen in Nederland. De busbaan was aangelegd op het toekomstige tracé van de huidige metrolijn A en werd zeven jaar bereden door RET buslijn 37. Net als later in Almere was de busbaan afgescheiden van het overige verkeer.

## Regelgeving Nederland
Oorspronkelijk werden busbanen en -stroken in Nederland aangeduid met de letters 'BUS' op het wegdek. Daarmee was de baan alleen toegankelijk voor bussen voor het verrichten van openbaar vervoer. Sinds 1 januari 2002 betekent 'BUS' dat alle bussen er gebruik van mogen maken. Voor busstroken en -banen die alleen voor openbaar vervoer zijn opengesteld, dient er sindsdien 'LIJNBUS' op het wegdek geschilderd te worden.

## Kritiek
De aanleg van busbanen vereist extra ruimte die ofwel door wegverbreding verkregen kan worden, waardoor de overlast van de weg op de omgeving toeneemt en er mogelijk extra grond moet worden aangekocht. Alternatief is dat het bestaande aantal rijstroken wordt verminderd (wat de wegcapaciteit voor andere voertuigen beperkt). Het laatste is bijzonder omstreden bij veel weggebruikers indien een bijkomend effect beoogd wordt: de wegbeheerder wenst expliciet de verbetering van openbaar vervoer te combineren met een beperking c.q. geen verbetering van de doorstroming voor auto's.
Het gebruik van busbanen kan inefficiënt worden indien onvoldoende gecontroleerd wordt op illegaal parkeren op busstroken (bijvoorbeeld bij winkelcentra), de bus dient dan in te voegen in het reguliere verkeer, hetgeen tot opstoppingen kan leiden, waardoor de dienstuitvoering vertraagd wordt. Busbanen worden tevens gebruikt door voertuigen die er niet mogen rijden, hetgeen leidt tot reductie van de capaciteit voor beoogd gebruik.

## Indonesië
In de jaren 90 van 20e eeuw werden busbanen aangelegd in Jakarta, omdat het bestuur een vrije busbaan wil creëren. Bij kruispunten zijn de stroken rood.